# Pentacosmia conferta
Pentacosmia conferta là một loài bọ cánh cứng trong họ Cerambycidae.